# تأثير نموذج القانون
و تأثير نموذج القانون تنص على أن علاقة طبيعية موجودة لكل فرد بين التردد (مراقبة) أو احتمال (التنبؤ) لحدث المهووسين دون أي علاج ({\displaystyle \scriptstyle {(Rc)}}) وتكرار أو احتمالية نفس الحدث مع العلاج ({\displaystyle \scriptstyle {(Rt)}}). تنطبق هذه العلاقة على فرد واحد أو أفراد ضمن مجموعة سكانية أو مجموعات. يمكن هذا القانون من التنبؤ بالفائدة (المطلقة) (({\displaystyle \scriptstyle {AB}})) علاج لمريض معين. له آثار واسعة النطاق في البحث والتطوير للمنتجات الصيدلانية الجديدة وكذلك الطب الشخصي. تم اكتشاف القانون بشكل مصادفة في التسعينيات من قبل جان بيير بواسل. أثناء دراسة فعالية الأدوية المضادة لاضطراب النظم من الدرجة الأولى في الوقاية من الموت بعد نوبة قلبية ، تعثر في موقف يتناقض مع أحد الأسس الأساسية النظرية التحليل التلوي، أي أن اختبار التغايرية كان مهما في نفس الوقت الوقت لافتراض " الخطر النسبي ({\displaystyle \scriptstyle {RR}}) ثابت " و "{\displaystyle \scriptstyle {AB}} . هو ثابت".
صاغ بواسل الفرضية القائلة بأن فعالية الأدوية المضادة لاضطراب النظم كانت وظيفة تجمع بين تأثير مفيد ({\displaystyle \scriptstyle {a}}) يتناسب مع {\displaystyle \scriptstyle {Rc}} وتأثير سلبي ثابت ({\displaystyle \scriptstyle {b}})، بغض النظر عن {\displaystyle \scriptstyle {Rc}} . التعبير الرياضي لهذا النموذج هو معادلة خطية ذات معلمتين، خطر الحدث الضار المميت الناجم عن العلاج وانحدار الخط الذي يمثل الحد من المخاطر المفيدة الحقيقية. تعطي هذه المعادلة الحد من صافي الوفيات للعلاج:{\displaystyle \scriptstyle {Rt=a\times Rc+b}}

## توضيح في تخطيط (RT, Rc)
في عام 1987، L'Abbe, Detsky and O'Rourke أوصى بتضمين تمثيل رسومي للتجارب المختلفة أثناء تصميم التحليل التلوي. لكل تجربة، على المحور السيني تردد (خطر) المعيار المدروس في المجموعة الضابطة {\displaystyle \scriptstyle {(Rc)}} يجب أن يمثل، وعلى المحور ص، الخطر في المجموعة المعالجة {\displaystyle \scriptstyle {(Rt)}}

(Figure 1 and Figure 2).

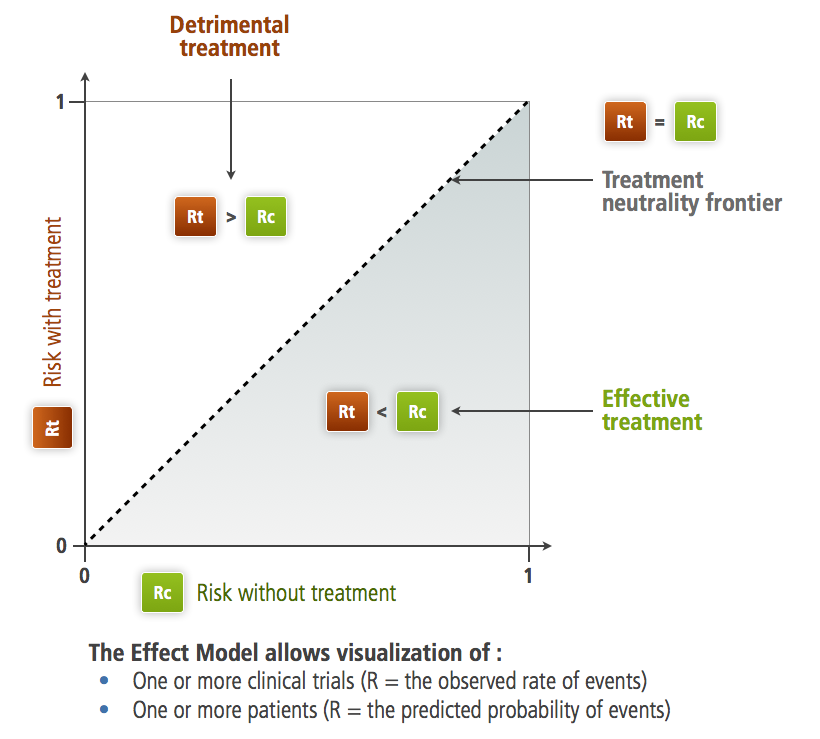
Figure 1. The مخطط وفقا لآبي وآخرون.. بالنسبة لمعايير الدراسة (الهدف العلاجي) ، يفصل القطر منطقة المعالجة الضارة عن منطقة المعالجة الفعالة.

- يوضح شكل المخطط المبعثر الناتج بعض الجوانب المهمة للمعلومات المتعلقة:
- بتأثير العلاج على أساس فردي، القدرة على قياس والتنبؤ بالفائدة المطلقة للعلاج

المريض يتميز بخصائص الخطر الخاصة به (مثل مستوى الكوليسترول وضغط الدم الانقباضي، وما إلى ذلك)؛
- القدرة على قياس النتائج الصحية والتنبؤ بها للعلاج المتاح في السوق أو المرشح الدوائي في أي مرحلة من مراحل عملية البحث والتطوير (من  مرحلة تحديد الهدف إلى التجارب السريرية).

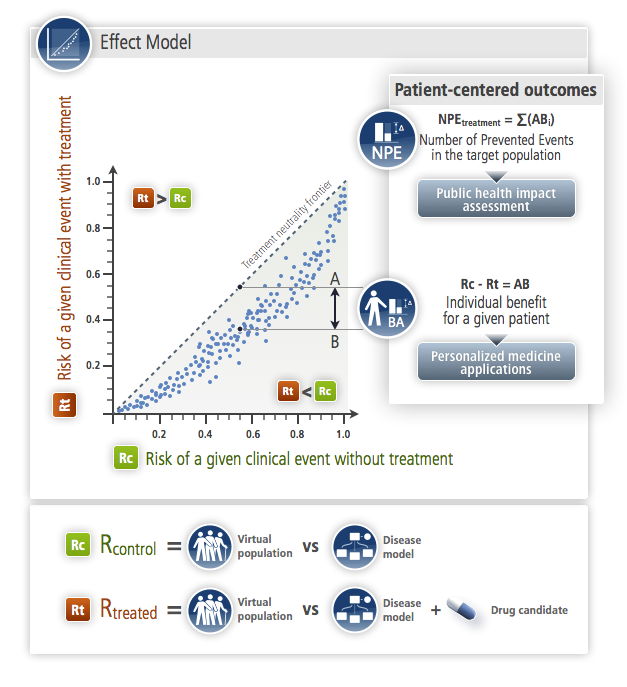
Figure 2. إطار نموذج التأثير والنتائج التي تركز على المريض.

. يتم التعبير عن القانون بطريقتين.
1. الوظيفته {\displaystyle \scriptstyle {Rt}}: {\displaystyle \scriptstyle {Rt=f(Rc,X)}} or {\displaystyle \scriptstyle {Rt=g(Y,X)}}, معادلة التي {\displaystyle \scriptstyle {Rc}} ضمنية.

1. وظيفة المنفعة المطلقة {\displaystyle \scriptstyle {AB}}:

{\displaystyle \scriptstyle {AB=Rc-Rt=h(Y,X)}}, المعادلة التي {\displaystyle \scriptstyle {Rt}} و
{\displaystyle \scriptstyle {Rc}} ضمنية.
الأشكال أعلاه تؤدي إلى العديد من القيم في {\displaystyle \scriptstyle {(Rc,Rt)}}
تخطيط كما يوجد مرضى، يتم تمثيل كل منهم بنقطة قريبة إلى حد ما من حدود الحياد. التعبير عن المنفعة المطلقة {\displaystyle \scriptstyle {AB}} (على سبيل المثال، المسافة العمودية إلى حدود الحياد) لديها ميزة أن تؤدي مباشرة إلى التنبؤ الفردي، مما يجعل الطب الشخصي حقيقة عملية. ال{\displaystyle \scriptstyle {X}} and {\displaystyle \scriptstyle {Y}} هم، على التوالي، واصفات. المرضى المرتبطين {\displaystyle \scriptstyle {Rc}} ومع العلاج {\displaystyle \scriptstyle {\times }}patient interactions تفاعلات المريض.
من خلال تلخيص {\displaystyle \scriptstyle {AB_{i}}} على جميع السكان الذين يهمهم الأمر، يقدم النموذج مقياشا فعالاً كمياً للمرضى «الحقيقيين»، يسمي عدد الأحداث الممنوعة (NPE).
نظرا لأن كل مريض يستجيب للعلاج المقترح بطريقة مختلفة، فمن التبسيط للغاية التفكير في نتيجة رقمية للعلاج، أي فعالة أو غير فعالة. بدلاً من ذلك، سوف يستفيد مريض معين بأمر من الحجم الذي يختلف اعتمادًا  على ملف تعريف المخاطر الخاص به. يقاس هذا المقدار بالكمية:
{\displaystyle \scriptstyle {AB_{i}=Rt_{i}-Rc_{i}}}
وهذا يوضح الحدس الذي لدى جميع الأطباء، والذي أكد عليه كورير وكاسيرير في عام 1980 : يمكن للعلاج أن يحقق القليل من الفائدة؛ والأسوأ، من ذلك أنه يمكن أن يكون أكثر ضررا من المفيد للمرضى «المرضى بشكل معتدل».
في الحالة التي يكون فيها نموذج التأثير منحنيا، كما هو في الشكل Figure 2 ، من السهل أن نفهم بشكل بديهي:
.المرضى منخفضي المخاطر (على سبيل المثال{\displaystyle \scriptstyle {Rc<0.1}}) لا تستفيد من العلاج مثل المرضى المعرضين لخطورة عالية؛
.المرضى المعرضون لخطورة عالية (على سبيل المثال {\displaystyle \scriptstyle {Rc>0.9}}) أقل  احتمالية لتجنب الحدث السريري، بغض النظر عن العلاج.

## دليل على وجود القانون
دليل على وجود قانون الأثر النموذجي مدعوم بالملاحظات التجريبية (الدراسة المذكورة أعلاه للعقاقير المضادة لنوبة القلبية)، والمحاكاة وكذلك عرض نظري. يتكون نهج المحاكاة من الجمع بين نموذج رياضي للمرض والعلاج المقصود، والجمع بينه وبين عدد من المرضى الافتراضيين وتطبيق نموذج المرض ثم النموذج العلاجي (العلاج الذي يعمل على المرض) لكل موضوع افتراضى. النتيجة هي دائما علاقة بين {\displaystyle \scriptstyle {Rt}} و{\displaystyle \scriptstyle {Rt}}
(refer to Figure 3 below).

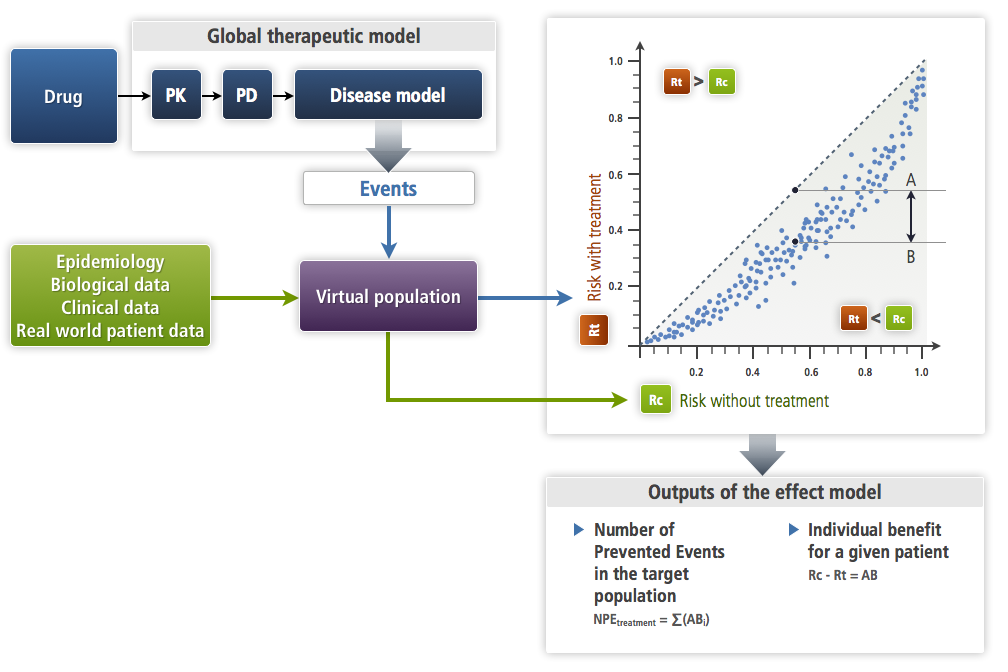
Figure 3. Figure مستمدة من الرسم البياني الذي يمثل الركائز الثلاث لتقنية Novadiscovery بناءً على قانون نموذج التأثير. يوضح هذا الشكل نهج المحاكاة..

دليل على الطبيعة الجوهرية النموذج التأثير هو أنه ينبثق من مزيج من نموذج المرض والسكان الافتراضيين 

 دون أن يتم حسابهم صراحة في عملية النمذجة.

## التطبيقات: سد كفاءة وفعالية الفجوة
في مقال طبيعة 2011، أظهر المؤلفون أنه من الضروري تطوير واستخدام مجموعة واسعة من الأساليب لتكون قادرة على سد فجوة الفعالية الفعالية التي لوحظت كثيرا في الممارسة السريرية. تنبع هذه الفجوة من الاختلافات بين بيانات الفعالية المرضية من التجارب السريرية والنتائج الصحية الفعلية التي لوحظت في الحياة الحقيقية بمجرد دخول الدواء إلى  في كمقياس، لدعم القرار لدفع تخصيص NPE هذا السياق، يمكن أن يعمل الموارد عبر مجموعة من المنتجات الصيدلانية، وإجراء تحليلات الفعالية المقارنة مقابل معايير الرعاية ودراسات فعالية التكلفة. تجتمع كل هذه العناصر في إطار قوي لإثبات إثبات الصلة التجارية المنتج دوائي للمنظمين. والدافعين في سياق مفاوضات الأسعار والسداد.
من المتوقع أن يظهر نموذج التأثير تدريجيا كمعيار صناعي مقبول من قبل الهيئات التنظيمية والدفع لدعم قراراتها. تم الوصول إلى أول معلم في فبراير 2013 مع نشر دليل من قبل الشبكة الأوروبية لتقييم تكنولوجيا (eunethta) بشأن التقييم النسبي للأدوية، والذي يذكر نموذج الصحة التأثير.

### قابلية التحويل
هناك بعدان لدراسات قابلية التحويل:
- الطريقة التي تؤدي بها التجارب السريرية - يمكن القول إنها بيئة مثالية، «تنقل» إلى نتائج حقيقية للمريض على مجموعة مختارة من السكان؛

- في المقابل، كيف «تنتقل» هذه النتائج من مجتمع إلى آخر.

يتيح نموذج التأثير محاكاة تأثير مرشح الدواء على السكان الحقيقيين. كما يوفر إطارا قويًا لاستكشاف محركات قابلية نقل التجارب السريرية لنتائج. دواء واحد من مجتمع إلى آخر.

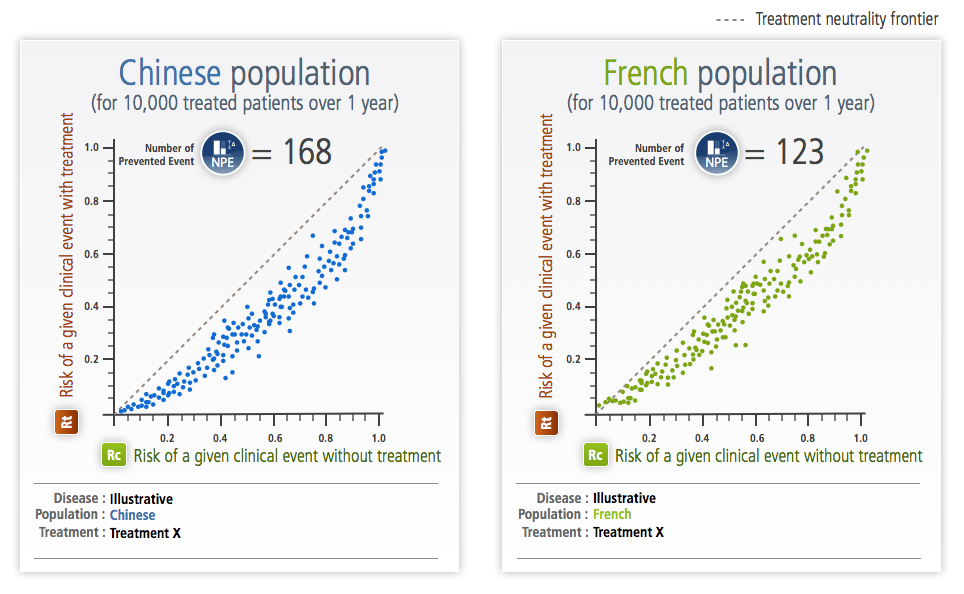
الشكل 4. تحليلات قابلية التحويل مع إطار نموذج تأثير Novadiscovery.

### فاعلية المقارنة
مع تحول السوق الذي يحركه الدافع من شراء منتجات الأدوية إلى شراء نتائج المرضى - نتيجة لتزايد الاختلالات المالية، لم يعد إثبات المفهوم كافياً بعد الآن. يجب على الشركات الصيدلانية إثبات إثبات الأهمية التجارية أو تفوق منتجاتها على مستوى الرعاية. مع أخذ ذلك في الاعتبار، يتم استخدام نموذج التأثير من أجل:
- قياس قيمة مرشح الدواء باستمرار، حيث يتقدم من الاكتشاف إلى التطور السريري، مقابل المقارنة السائدة؛

- تحديد وتوصيف المجموعات الفرعية من المرضى حيث يظهر مرشح الدواء فعالية فائقة، إذا وعندما فشلت التجارب السريرية التقليدية في إثبات، في المتوسط، القيمة المتفوقة.

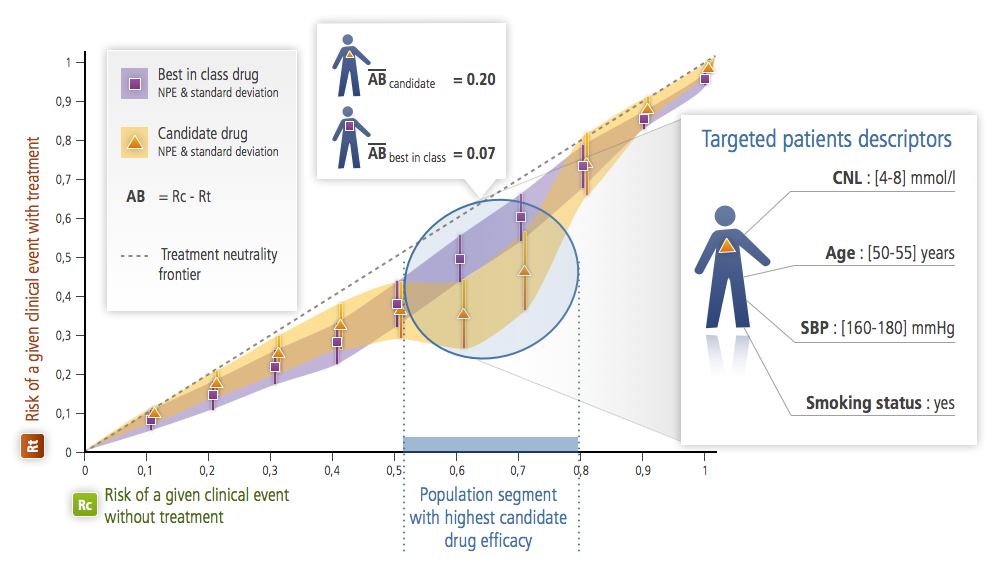
الشكل 5. تحليلات الفعالية المقارنة مع إطار نموذج تأثير Novadiscovery.

### التكلفة
يجب أن يشتمل إثبات القيمة التجارية بشكل صريح على اعتبارات التسعير.ما يتم حسابه في هذه الحالة هو التكلفة لكل حدث ممنوع.معطى:
- المبلغ الإجمالي الإنفاق المخصص لنظام الضمان الاجتماعي لعلاج مرض معين؛
- سعر الوحدة المقترح للعلاج؛

يمكن للمرء أن يستمد:
- عدد الأفراد الذين يمكن علاجهم والأفراد المرتبطين بهم{\displaystyle \scriptstyle {AB_{i}}} عتبة؛

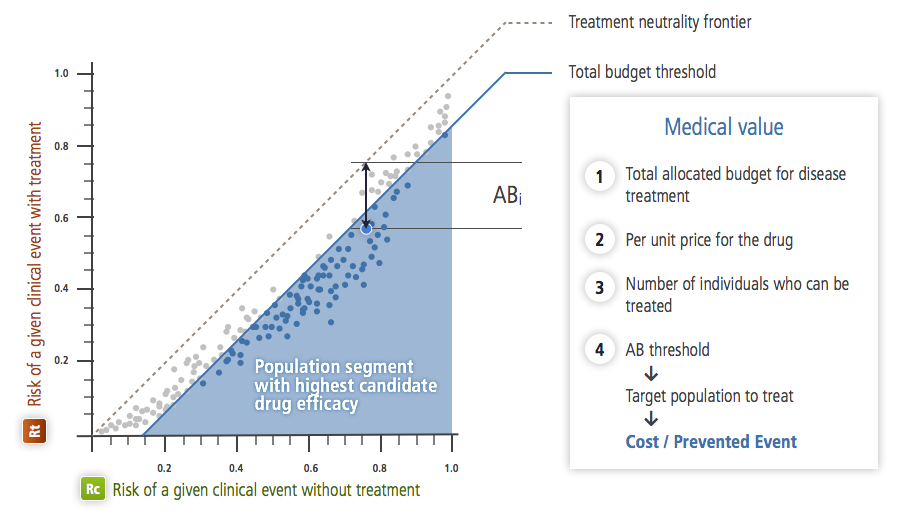
Figure 6. تحليلات فعالية التكلفة مع إطار نموذج تأثير Novadiscovery.

•التكلفة لكل حدث ممنوع.

## ملحقات

### دعم قرارات البحث والتطوير
يوفر نموذج التأثير ومفهومه المرتبط بـ NPE إطارًا لا يقدر بثمن لإسناد قرارات تخصيص الموارد على تمثيل غير متحيز ومستنير للنتائج الصحية المتوقعة للمنتج قيد التطوير.يمكن اختبار عدد كبير من الفرضيات مقابل مقياس NPE هذا، من الاكتشاف المبكر إلى التطور السريري والوصول إلى السوق. الامثله تشمل:
- تحديد الأهداف العلاجية المثلى المدرجة في نموذج المرض؛
- تحديد الناقل الأمثل للمؤشرات الحيوية التشخيصية؛
- توصيف المستجيبين الأمثل للمرضى لتقليل حجم التجارب السريرية دون التأثير سلبًا على الدلالة الإحصائية للنتائج.

### طب شخصي
بالنظر إلى قيم عوامل الخطرالفردية للمريض (مثل مستوى الكوليسترول، وضغط الدم الانقباضي، وما إلى ذلك)وأوصاف المرضى الأخرى المرتبطة بفعالية العلاج (أي {\displaystyle \scriptstyle {X}} و{\displaystyle \scriptstyle {Y}})، من الممكن تحديد مكانه أو مكانها في {\displaystyle \scriptstyle {(Rc,Rt)}} تخطيط وتقدير ما يرتبط بها {\displaystyle \scriptstyle {AB_{i}}}
بين العلاجات المتنافسة. في هذه الحالة، يعمل نموذج التأثير كإطار قوي لدعم قرارات الوصفات الطبية في الممارسة الطبية اليومية. .

## الرقم المطلوب للعلاج (NNT) وعدد الأحداث الممنوعة (NPE)
غالبًا ما يستخدم الرقم المطلوب للعلاج (NNT) لقياس الأدوية.ويقال أن العقار الذي يحتوي على أدنى NNT أكثر كفاءة من منافسيه.ومع ذلك، فإن معيار NNT معيب بشكل أساسي في هيكله.يختلف العلاج ببدائل NNT باختلاف مدة العلاج و / أو المتابعة، كما هو موضح في Kassaï et al. وكريستيانسن وجير هانسن. لذلك من المستحيل إجراء تحليلات مقارنة من التفاح إلى التفاح مع هذا المعيار.على سبيل المثال، لا توجد مدة متابعة ثابتة عبر التجارب السريرية العشوائية للعلاجات المتنوعة التي يتم استخدامها لحساب NNT.
نقطة ضعف أكثر جوهرية هي حقيقة أن NNT يتغير مع ملف تعريف كل مريض.وهناك اختلافات كبيرة في متوسط المريض Rc، علامة ملف العريف، بين التجارب في مجال معين.
من خلال قانون نموذج التأثير وعدد الأحداث الممنوعة المرتبطة به (NPE)، يصبح من الممكن مراعاة تقلبات ملف تعريف المريض بطريقة منظمة ومتماسكة، وبالتالي تمكين قياس التفاح إلى التفاح.
وقد تم استنكار مغالطة NNT من قبل العديد من المؤلفين منذ كوك وسكيت، الذي حذر من عدم استخدام العلاج ببدائل NNT في المرضى الذين يعانون من مخاطر خط الأساس المختلفة دون تصحيح  في سياق معين من القرار الطبي الشخصي.ومع ذلك، فإن التصحيح الذي اقترحه هؤلاء المؤلفون لا يعمل إلا إذا كانت الفائدة المطلقة للعلاج هي وظيفة خطية لمخاطر خط الأساس، أما بالنسبة لحالة حصر بيتا، والتي لا تكون دائمًا صحيحة كما هو موضح عندما يكون نموذج التأثير منحنيًا.